# Municipio de Kuttu
El municipio de Kuttu es un municipio de los Estados Federados de Micronesia. Se encuentra en el estado de Chuuk, en la parte occidental del país, a 500 km al oeste de Palikir, el centro del Gobierno Nacional. Tiene 873 habitantes (año 2011). El municipio de Kuttu se encuentra en el atolón de Satowan.
Ciudades en el municipio de Kuttu:
- Kuttu Village

Las siguientes características naturales se pueden encontrar en el municipio de Kuttu:
- Alengarik (islote)
- Apisson (islote)
- Isla Kuttu
- Lemasul (islote)
- Mariong (islote)
- Onupuku (islote)
- Orin (islote)
- Pien (islote)
- Pike (islote)

Tiene clima tropical. La temperatura media es de 23 °C. El mes más caluroso es abril, con 25 °C, y el más frío febrero, con 22 °C. La precipitación media es de 3.524 milímetros al año. El mes más lluvioso es julio, con 425 milímetros de lluvia, y el menos lluvioso marzo, con 209 milímetros.